# Mercuès
Mercuès is een gemeente in het Franse departement Lot (regio Occitanie) en telt 736 inwoners (1999). De plaats maakt deel uit van het arrondissement Cahors.

## Geografie
De oppervlakte van Mercuès bedraagt 7,2 km², de bevolkingsdichtheid is 102,2 inwoners per km².
De onderstaande kaart toont de ligging van Mercuès met de belangrijkste infrastructuur en aangrenzende gemeenten.

## Demografie
Onderstaande figuur toont het verloop van het inwonertal (bron: INSEE-tellingen).